# Ossido di trifenilfosfina
L'ossido di trifenilfosfina è il composto organofosforico con formula OP(C6H5)3, usualmente scritta come OPPh3 o Ph3PO. Disponibile in commercio, in condizioni normali è un solido cristallino incolore, scarsamente solubile in acqua ma solubile in solventi organici polari. Si ottiene in genere come prodotto finale di scarto in numerose reazioni organiche coinvolgenti la trifenilfosfina. Trova applicazione come reagente per facilitare la cristallizzazione di composti chimici.

## Struttura
OPPh3 è una molecola tetraedrica, con l'atomo di fosforo in posizione centrale.
Dal punto di vista cristallografico si conoscono più polimorfi. I più noti sono: 
- una struttura monoclina, gruppo spaziale P21/c, con costanti di reticolo a = 1506,6 pm, b = 903,7 pm, c = 1129,6 pm, β = 98,47° e quattro unità di formula per cella elementare, distanze P–O 148,4 pm e P–C 180 pm.[9]
- una struttura ortorombica, gruppo spaziale Pbca, con costanti di reticolo a = 2908,9 pm, b = 913,47 pm, c = 1126,1 pm, quattro unità di formula per cella elementare, distanze P–O 147,9 pm e P–C 180 pm.[10]

## Sintesi

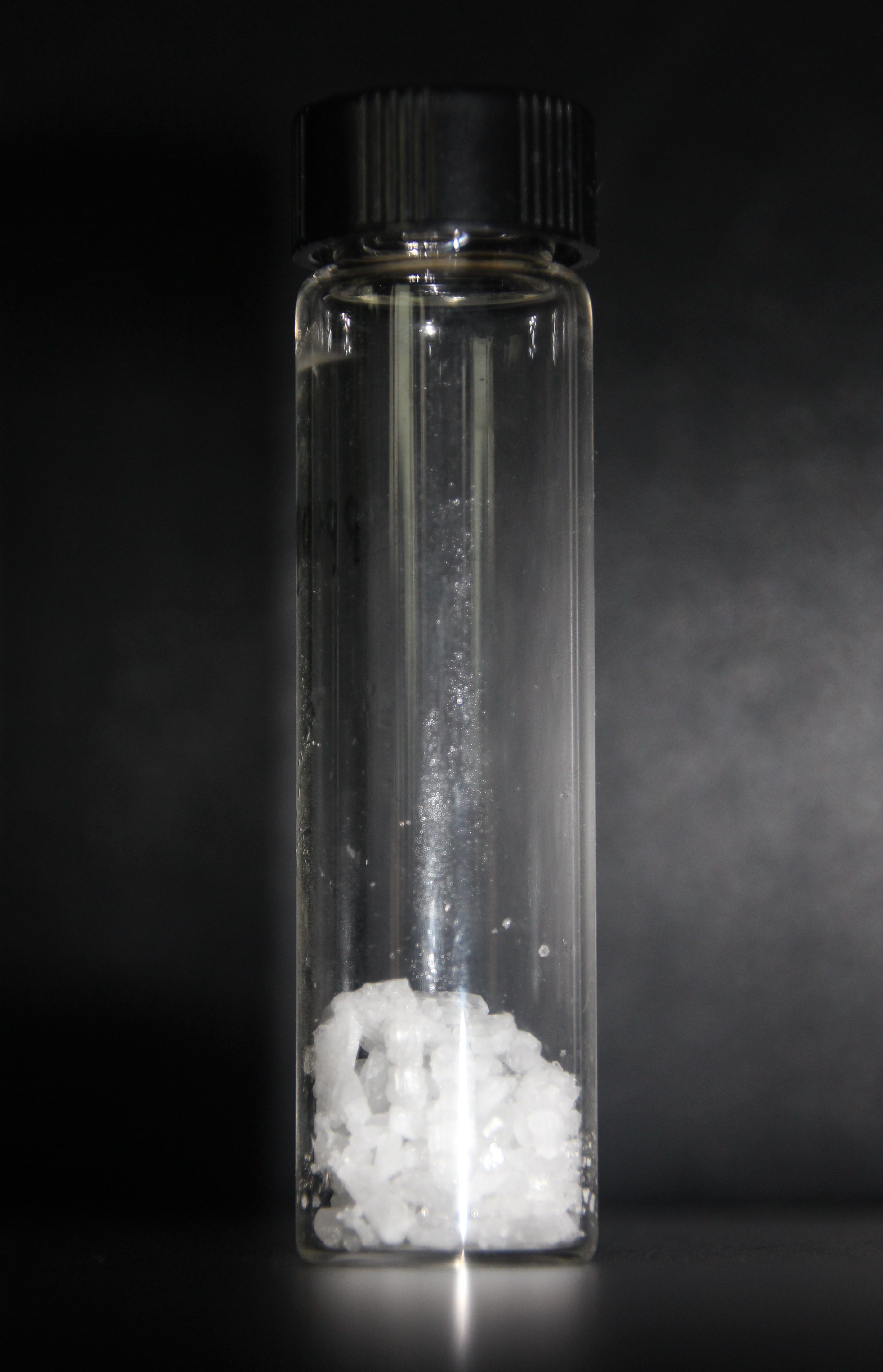
Campione di ossido di trifenilfosfina.

L'ossido di trifenilfosfina fu ottenuto per la prima volta da August Michaelis nel 1882. Il legame P=O è molto forte, e di conseguenza il composto si ottiene facilmente dalla trifenilfosfina trattandola con ossidanti vari quali acido nitrico, diossido di manganese, permanganato di potassio, perossido di idrogeno, e anche con il semplice ossigeno atmosferico. Per questo campioni di trifenilfosfina lasciati all'aria risultano contaminati da OPPh3.

## Reattività
L'ossido di trifenilfosfina è un composto molto stabile. La rigidità della molecola e la relativa basicità dell'atomo di ossigeno fanno sì che OPPh3 sia comunemente usata per la cristallizzazione di molecole di cui sia altrimenti difficile ottenere cristalli. Questo perché OPPh3 è un buon accettore di protoni e forma complessi con numerose sostanze organiche che abbiano protoni acidi.

### Come sottoprodotto in chimica organica
In chimica organica OPPh3 si forma in quantità stechiometrica come sottoprodotto in molte reazioni, tra le quali la reazione di Wittig, di Staudinger e di Mitsunobu. Separare il sottoprodotto OPPh3 dalla miscela di reazione può in vari casi risultare difficile. Se il prodotto desiderato è facilmente solubile in solventi come esano o etere dietilico si può ottenere una buona separazione per semplice triturazione in questi solventi, dove OPPh3 è insolubile. Un'altra possibilità è usare Mg(II) che con OPPh3 forma un complesso insolubile in toluene o diclorometano, separabile per filtrazione. In solventi polari come etanolo, acetato di etile e tetraidrofurano l'aggiunta di ZnCl2 provoca la precipitazione di un complesso insolubile che può essere filtrato. Sono anche stati studiati vari metodi per recuperare la OPPh3 di scarto rigenerando trifenilfosfina. Esistono vari agenti deossigenanti, come fosgene e triclorosilano.

### Come legante in chimica di coordinazione

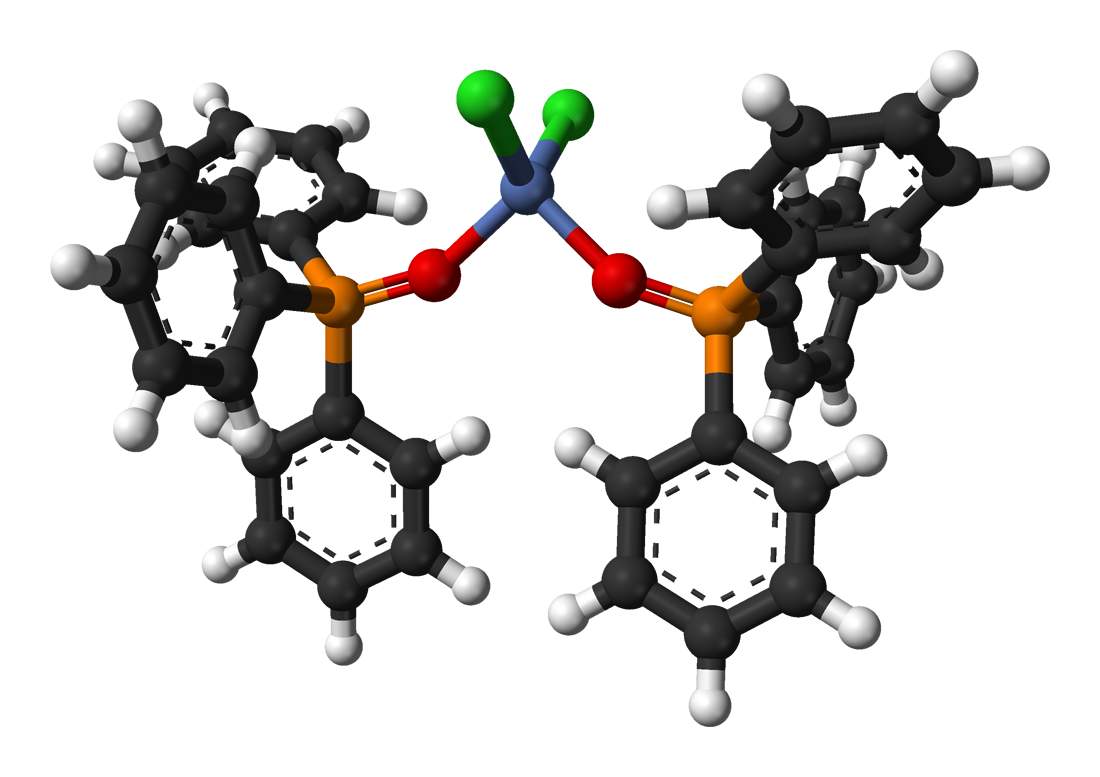
NiCl_{2}(OPPh_{3})_{2}

OPPh3 può fungere da legante e preferisce coordinarsi a ioni metallici classificati duri secondo la teoria HSAB. Un esempio è il complesso tetraedrico NiCl2(OPPh3)2.